# Oorlog van de Twee Broers
De Oorlog van de Twee Broers was een burgeroorlog in het Incarijk. De oorlog begon in 1531 toen Huáscar (1503-1532), keizer (Sapa Inca) van het Incarijk, het Noordelijke Incarijk binnenviel, dat vanuit Quito bestuurd werd door zijn halfbroer Atahualpa (1502-1533). De vijandelijkheden tussen de beide broers gingen terug tot 1527, toen het Incarijk tussen hen verdeeld werd.

## De verdeling van het rijk
Onder de heerschappij van Huayna Capac (1492-1527) had het Incarijk zijn grootste omvang bereikt. Toen van 1524 tot 1526 de Spanjaarden de westkust van Zuid-Amerika onder leiding van Francisco Pizarro bezochten, trok Huayna Capac naar het noorden om de geruchten over onbekende mensen te onderzoeken. De keizer heeft de Spanjaarden zelf nooit ontmoet, maar hij stierf in 1527 wel aan een ziekte die door de Spanjaarden was meegebracht, waarschijnlijk pokken. Ook zijn oudste zoon Ninan Cuyochi (1490-1527), de troonopvolger, stierf aan deze ziekte. Hierdoor was het niet duidelijk wie de rechtmatige opvolger van Huayna Capac was.
Er waren vier mogelijke opvolgers, de oudste overgebleven zoon Huáscar, zijn jongere halfbroers Túpac Huallpa en Manco Inca Yupanqui en zijn halfbroer Atahualpa. Atahualpa was de favoriete zoon van de Sapa Inca geweest, maar hij was de zoon van een minnares van de keizer, terwijl volgens de traditie alleen de zoon van de keizer en zijn zuster troonopvolger kon zijn.
Tot het ongenoegen van Huáscar werd het Incarijk verdeeld onder hem en Atahualpa. Huáscar kreeg het grootste deel met ongeveer 90% van de oppervlakte en 80% van de inwoners van het rijk, alsmede de hoofdstad Cuzco. Atahualpa kreeg het noordelijke deel van het rijk, waaronder drie belangrijke steden: Cajamarca, Tomebamba en Quito.

## De invasie van Huáscar

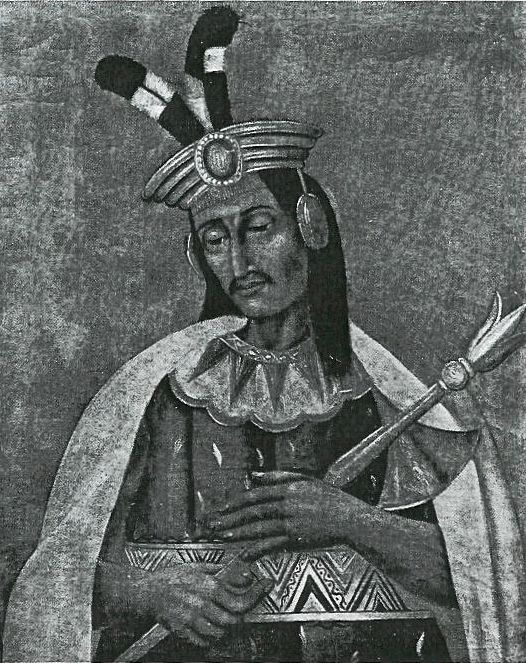
Huáscar, de verliezer van de strijd.

Huáscar zag het als een belediging dat Atahualpa ook als rechtmatige opvolger van Huayna Capac werd gezien en eiste in 1531 van zijn halfbroer dat hij hem trouw zou zweren. Atahualpa weigerde dit en kort daarop trokken de legers van Huáscar de grens over.
Het grootste deel van het Incaleger bevond zich in Quito, maar doordat Huáscar de beschikking had over ongeveer 12 miljoen onderdanen in zijn deel van het rijk, lukte het hem met gemak om een veel groter leger op de been te brengen.
Cajamarca dat dicht bij de grens lag, werd door Huáscar veroverd en niet lang daarna werd ook Atahualpa gevangengenomen. Maar voordat Huáscar hem kon laten executeren, lukte het Atahualpa om te ontsnappen en zich in Quito bij de twee belangrijkste generaals van zijn vader, Quizquiz en Chalicuchima, aan te sluiten.
Tomebamba, ook wel het Tweede Cuzco genoemd, een van de steden die aan Atahualpa was toegewezen, koos nu echter de kant van Huáscar, omdat deze de oorlog leek te gaan winnen en omdat de stad hoopte zijn onafhankelijkheid weer terug te winnen. De stad werd namelijk niet door Inca’s bewoond, maar door de Cañari Kichua, een stam die door Huayna Capac was overwonnen.
In de Slag van Chimborazo werd Huáscar echter verslagen en tot terugtrekken gedwongen, ondanks de numerieke meerderheid van zijn leger. Na de slag ging het leger van Atahualpa op weg naar Tomebamba. Atahualpa toonde geen genade en liet de hele stad in brand steken.

## De hereniging van het rijk
Atahualpa heroverde Cajamarca waar hij als held werd onthaald. Hij bleef in de stad met 80.000 man, terwijl zijn generaals Huáscar achtervolgden. In april van het jaar 1532 haalden zij het leger van Huáscar in en brachten hem in de buurt van de hoofdstad Cuzco een beslissende nederlaag toe. Zijn leger werd vernietigd en Huáscar zelf werd gevangengenomen. Hierna werd Cuzco ingenomen, waarbij de aanhangers van Huáscar werden vermoord. Het Incarijk werd weer verenigd en Atahualpa stond op het punt naar Cuzco te gaan om daar tot Sapa Inca gekroond te worden. Hij werd echter in Cajamarca gevangengenomen door de Spanjaarden onder leiding van Francisco Pizarro. Atahualpa liet vanuit gevangenschap Huáscar verdrinken. Zelf werd hij door de Spanjaarden door middel van een garrote ter dood gebracht op 29 augustus 1533.

## Slachtoffers
Er werden in de oorlog honderdduizenden krijgers ingezet, waarvan ten minste 100.000 (aan beide zijden) in de oorlog sneuvelden. Burgers waren echter de voornaamste slachtoffers. Meer dan de helft van de vijftien miljoen inwoners van het Incarijk leefden in het oorlogsgebied en beide broers lieten veel burgers van de tegenstander ter dood brengen. Tumbes werd geplunderd en Tomebamba werd geheel vernietigd samen met een groot aantal kleinere steden. Er zijn geen exacte gegevens over het aantal burgerslachtoffers, maar ten minste 100.000 burgers stierven in de oorlog.